# Le Chant du rossignol
Le Chant du rossignol (en català: El cant del rossinyol), tal com es va publicar el 1921, és un poema simfònic i ballet d'⁣Ígor Stravinski adaptat el 1917 de la seva òpera de 1914 El rossinyol.

## Òpera
La primera òpera de Stravinski, El rossinyol, es va basar en el conte de fades homònim de Hans Christian Andersen de 1843 i estava ambientada en un llibret en llengua russa en tres actes explicats des del punt de vista d'un pescador. El poème symphonique extreu el seu material principalment dels dos últims actes, que van ser completats el 1914, després que Stravinsky s’hagués consolidat com a compositor de ballets i cinc anys després d’haver acabat el primer acte. De fet, dubtava si tornar a El Rossinyol, i aquesta indecisió podria haver-lo portat a crear el poème symphonique com a peça purament instrumental; a la seva autobiografia escriu:
| « | Vaig arribar a la conclusió — molt a contracor, ja que era autor de moltes obres teatrals — que una interpretació perfecta només es pot assolir a la sala de concerts, perquè l’escenari combina diversos elements dels quals la música sovint ha de dependre, i per tant no pot gaudir de l’atenció exclusiva que rep en un concert. Aquesta opinió se’m va confirmar dos mesos després, quan sota la direcció d’Ernest Ansermet, Le Chant du Rossignol es va representar com a ballet per Diàguilev a l’Òpera de París. | » |

## Estrena del poema simfònic
L'obra va tenir la seva primera representació el 6 de desembre de 1919, a Ginebra, dirigida per Ernest Ansermet amb l'⁣Orchestre de la Suisse Romande. Va rebre crítiques, com la de La consagració de la primavera. L'ús no tradicional de la dissonància i els instruments per part de Stravinski tampoc va ser benvingut en interpretacions posteriors de la peça. És possiblement a causa d'aquesta reacció pública que després va deixar que Diàguilev la convertís en un ballet.

## Estructura
El cant es divideix en quatre moviments de durada variable, que segueixen una estructura episòdica no lineal. La música està extreta dels actes II i III. La llista de moviments és la següent:
1. Presto — Andantino — Tempo I
2. Marche chinoise (Marxa xinesa)
3. Chant du rossignol (Cant del rossinyol). Cadenza — Adagio — Presto — Vivace
4. Jeu du rossignol mécanique (El rossinyol mecànic). Moderato — Molto ritmico — Pianissimo — Tranquillo

## Estrena com a ballet coreografiat

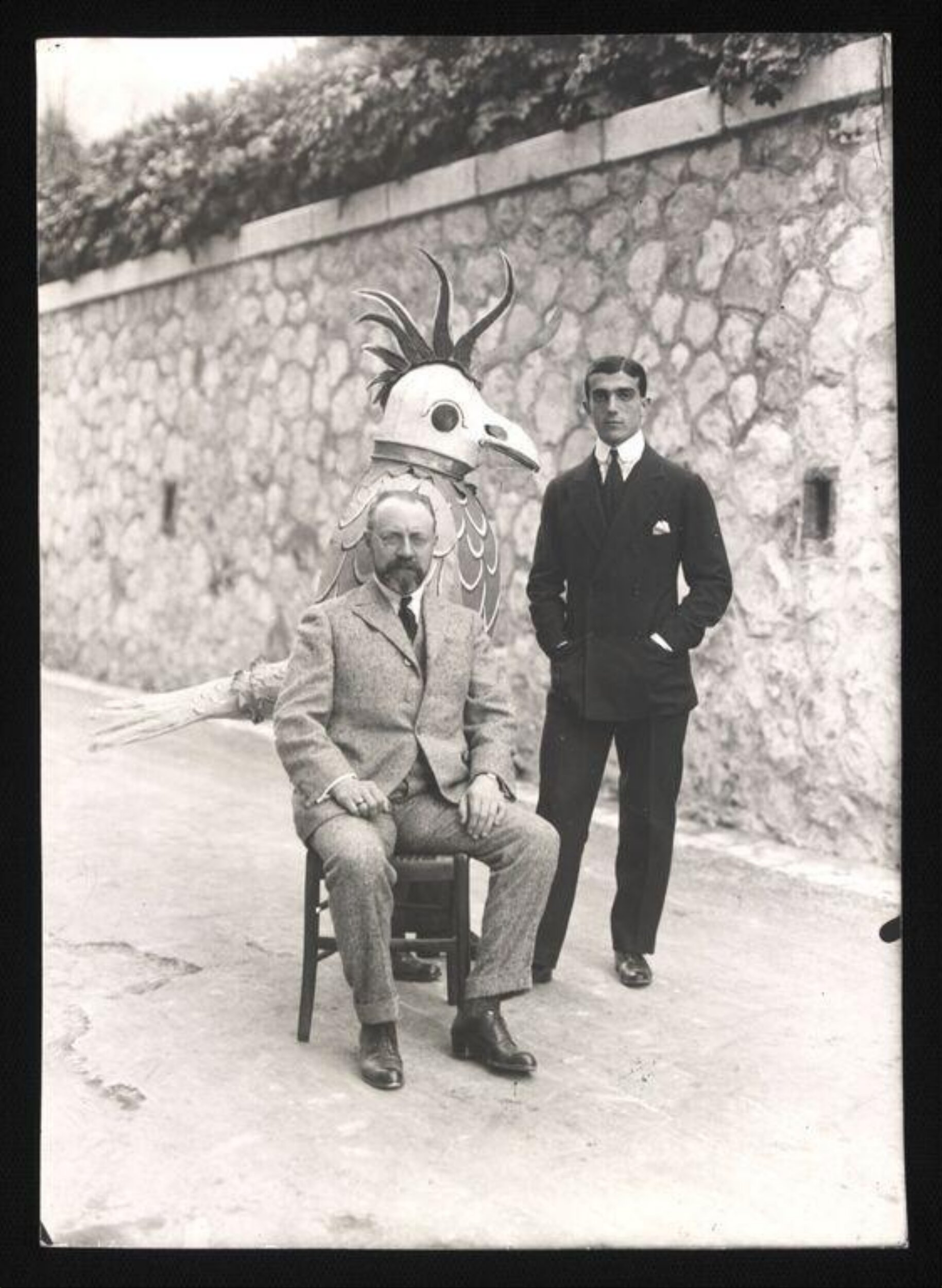
Henri Matisse i Léonide Massine preparant el ballet Le Chant du rossignol (debut el 2 de febrer de 1920) amb el rossinyol mecànic

### Produccions

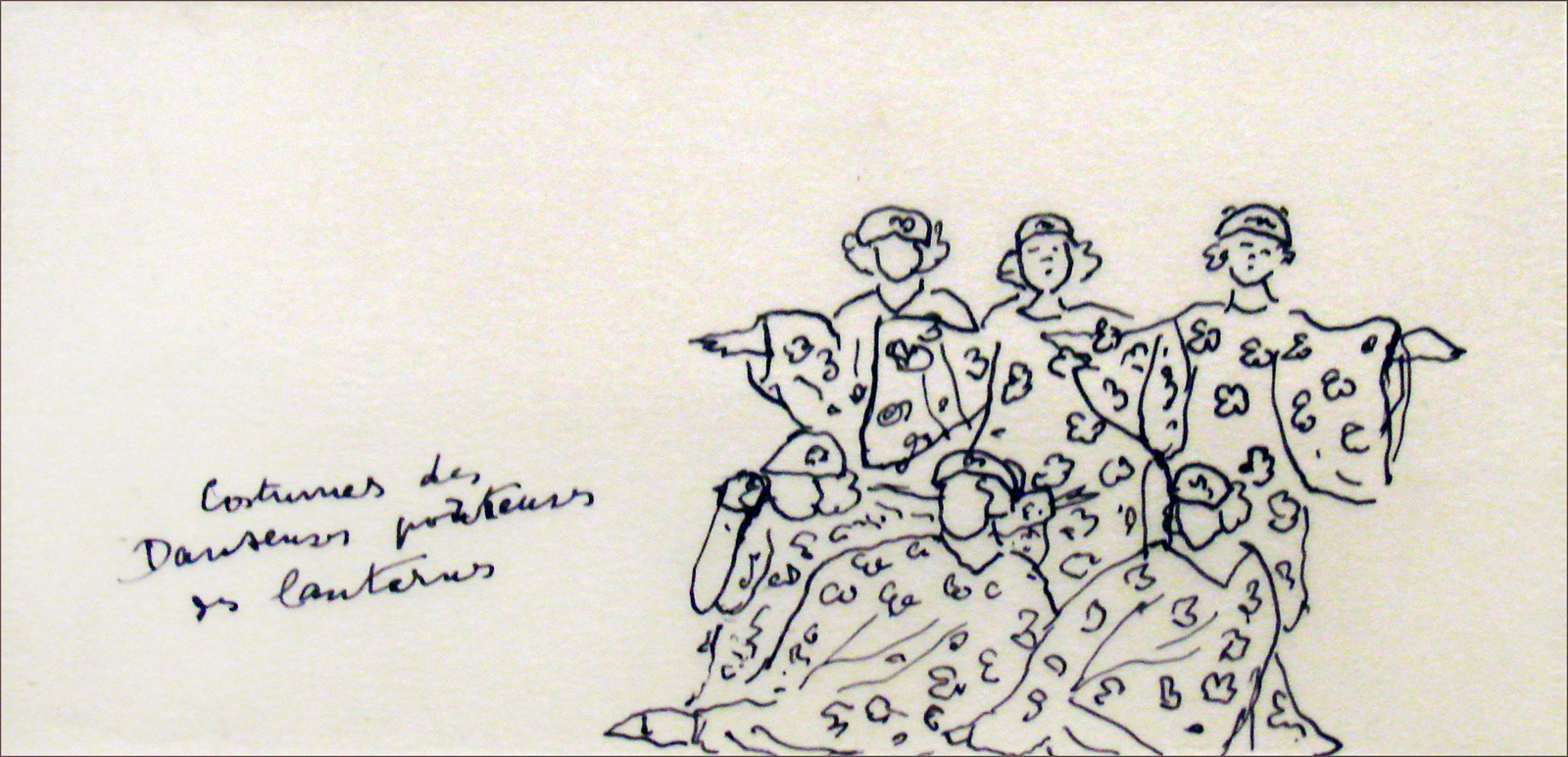
Disseny de vestuari d'⁣Henri Matisse per a Le Chant du Rossignol

El debut de ballet de la peça va tenir lloc el 2 de febrer de 1920 al Théâtre National de l'Opéra de París. La coreografia va ser de Leonid Massine i els dissenys d'⁣Henri Matisse. També va ser rebut amb cert escepticisme; el mateix Stravinski no estava del tot satisfet. "Havia destinat Le Chant du Rossignol a la plataforma de concerts, i una interpretació coreogràfica em va semblar força innecessària", diu més tard a la seva autobiografia.
Stravinski va acceptar fer un renaixement del ballet el 1925. Originalment, la coreografia havia de ser de Massine, però quan això va fracassar, Diàguilev va triar un dels seus alumnes més nous, George Balanchine, per a la coreografia del ballet. Va ser llavors quan Stravinski va conèixer per primera vegada Balanchine, que més tard es va convertir en el seu soci creatiu més important.
La relació entre Diàguilev i Stravinski es va afeblir durant Le Chant du rossignol, ja que tots dos volien tenir el control artístic. Tanmateix, a mesura que Balanchine va anar assumint més protagonisme, es va fer evident que la relació entre Balanchine i Stravinski seria duradora. Compartien gustos similars en art, música i moviment, i vivien per crear. Stravinski i Balanchine van continuar col·laborant durant diversos anys, donant lloc a una sèrie de ballets famosos.

### Trama
El ballet segueix la línia argumental principal de Le rossignol de Stravinski, basada en El rossinyol d'Andersen. La primera escena mostra el rossinyol cantant (o en aquest cas, ballant) per a l'⁣emperador de la Xina, que està content. En la música, el cant del rossinyol és cromàtic i en picada, sona lliure i natural, com el cant d'un ocell. La segona escena presenta el regal del rossinyol mecànic de l'⁣emperador del Japó. Tots queden hipnotitzats per la seva cançó i ignoren el veritable rossinyol, que s'allunya volant. La música aquí és breu i clara, sense les línies suaus del rossinyol ''real'' i amb més sons propis d’un autòmat mecànic.
A la tercera escena, l'Emperador es troba amb la Mort, a causa de la malaltia i el patiment d'haver perdut el rossinyol. Aleshores, el rossinyol apareix fora de la finestra de l'emperador i convenç la mort de deixar anar l'emperador. L'escena final mostra als cortesans descobrint que ara l'emperador està bé, encara que el seu rossinyol se'n va una vegada més, tornant a la natura.

### Temes
Els temes de la història inclouen el natural versus l'artificial, amb el rossinyol real juxtaposat amb la seva substitució mecànica. Aquesta no va ser la primera (ni l'última) peça de Stravinski centrada en el caràcter d'un ocell, ni va ser la seva primera fascinació per una màquina aparentment perfecta, ja que els registres ens diuen que Stravinski sovint preferia el so d'una pianola mecànica, a la interpretació humana (i inevitablement imperfecta) en un piano real.

### Moviment amb música
Stravinski sempre va ser molt precís pel que fa a l’ús del moviment amb la música. En una ocasió va dir: «No veig com es pot ser coreògraf si, com Balanchine, no s’és primer músic», en elogi al famós coreògraf que va començar a col·laborar amb Stravinski en la reposició de Le chant du rossignol.  Balanchine era, de fet, un músic, i ja un fan de l'obra de Stravinski. Immediatament va estar disposat a acceptar el repte, dient: «Vaig aprendre bé la música, i així... quan Diàguilev em va demanar que poses en escena el ballet de Stravinski Le chant du rossignol, vaig poder fer-ho ràpidament».